# Edificio Flatiron
El edificio Flatiron (en inglés: Flatiron Building), originalmente conocido como edificio Fuller (en inglés: Fuller Building), es un edificio histórico de veintidós plantas y 86,9 m de altura situado en el 175 de la Quinta Avenida, en el homónimo Flatiron District del borough de Manhattan de Nueva York (Estados Unidos). Diseñado por Daniel Burnham y Frederick Dinkelberg, se convirtió en uno de los edificios más altos de la ciudad tras su finalización en 1902, y también fue durante varios años uno de los solo dos «rascacielos» situados al norte de la calle 14; el otro era la cercana Metropolitan Life Insurance Company Tower, completada en 1909. El edificio ocupa una manzana triangular rodeada por la Quinta Avenida, Broadway y la calle 22 —hacia la que da su lado trasero, de 26,5 m de longitud—, mientras que la calle 23 pasa junto al vértice norte del triángulo, de dos metros. Al igual que numerosos otros edificios con forma de cuña en países de habla inglesa, su nombre procede de su parecido con una plancha de ropa (en inglés: flatiron).
Considerado «uno de los rascacielos más emblemáticos del mundo y un símbolo esencial de Nueva York», el edificio se encuentra en el lado sur de Madison Square y en el extremo norte del distrito histórico de Ladies' Mile. También da su nombre al barrio que lo rodea, el Flatiron District. El edificio fue designado monumento de Nueva York en 1966, añadido al Registro Nacional de Lugares Históricos en 1979 y declarado Hito Histórico Nacional en 1989.

## Parcela
El Edificio Flatiron se encuentra en una manzana triangular rodeada por la Quinta Avenida al oeste, Broadway al este y la calle 22 al sur. Debido al recorrido diagonal de Broadway respecto a la cuadrícula de calles de Manhattan, las fachadas occidental y oriental del edificio convergen, formando un «pico» en su esquina norte, donde la Quinta Avenida y Broadway se cruzan con la calle 23. Al norte se encuentra el Toy Center y al sureste, el edificio de apartamentos Madison Green. El Edificio Flatiron también forma parte del distrito histórico de Ladies' Mile. Junto al edificio hay una entrada a la estación de la calle 23 del Metro de Nueva York, servida por los trenes R y W.

### Uso previo
Entre 1853 y 1854 se construyó en el extremo sur de la parcela el St. Germain Hotel (escrito en ocasiones St. Germaine). Toda la manzana fue comprada en 1857 por el inversor inmobiliario Amos Eno, que poco después construyó también el Fifth Avenue Hotel en una parcela opuesta diagonalmente. Eno derribó el St. Germain Hotel y lo sustituyó por un edificio de apartamentos de siete plantas, el Cumberland; en el resto de la parcela construyó cuatro edificios de tres plantas, dedicados a uso comercial. Esto dejó al descubierto cuatro plantas de la fachada norte del Cumberland, que Eno alquiló a anunciantes, incluido The New York Times, que instaló un letrero con luces eléctricas. Posteriormente Eno instaló una pantalla de lona en la fachada, y proyectaba anuncios e imágenes en ella usando una linterna mágica colocada en la azotea de uno de los edificios más bajos. Tanto el Times como el New York Tribune empezaron a usar esta pantalla para proyectar boletines informativos, y en las noches de elecciones decenas de miles de personas se reunían en Madison Square para contemplar los últimos resultados.
Durante su vida Eno se resistió a las sugerencias de que vendiera la «plancha de Eno» (en inglés: Eno's flatiron), nombre con el que se había dado a conocer la parcela, pero tras su muerte en 1899 sus activos fueron liquidados y la parcela se puso a la venta. La Asamblea Estatal de Nueva York asignó 3 millones de dólares para que la ciudad la comprara, pero esto se vino abajo cuando un periodista descubrió que pretendían adquirirla a un precio superior al de mercado para recibir en sobornos parte de la diferencia, un plan ideado por Richard Croker, el entonces líder de Tammany Hall. Finalmente, la parcela fue comprada en una subasta por William Eno, uno de los hijos de Amos, por 690 000 dólares; su padre la había comprado por unos 30 000 dólares unos cuarenta años antes. Tres semanas después, William revendió la parcela a Samuel y Mott Newhouse por 801 000 dólares. Los Newhouse pretendían levantar un edificio de doce plantas con tiendas en la planta baja y apartamentos para solteros en las plantas superiores.

## Historia
En 1901, la familia Newhouse vendió la parcela por unos 2 millones de dólares a la Cumberland Realty Company, una sociedad de inversión fundada por Harry S. Black, el director ejecutivo de la Fuller Company. La Fuller Company fue el primer verdadero contratista general que se ocupaba de todos los aspectos de la construcción de edificios excepto su diseño, y se había especializado en la construcción de rascacielos. Black pretendía construir en la parcela la nueva sede de la empresa, pese al reciente deterioro del barrio que la rodeaba, y contrató a Burnham para que diseñara el edificio, que sería el primero del arquitecto en Nueva York, así como el primer rascacielos al norte de la calle 14. Iba a llamarse Edificio Fuller en honor a George A. Fuller, el fundador de la Fuller Company y «padre de los rascacielos», que había fallecido dos años antes. Sin embargo, los neoyorquinos siguieron llamándolo «The Flatiron», nombre que posteriormente se hizo oficial.

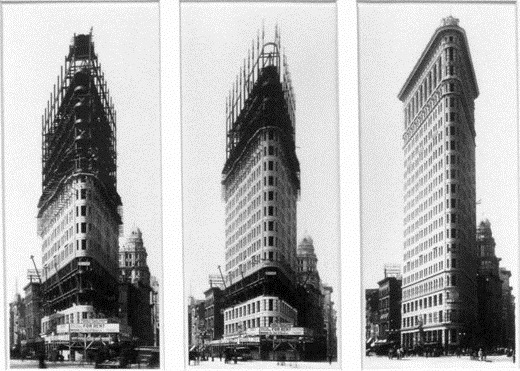
Fases de la construcción.

### Construcción

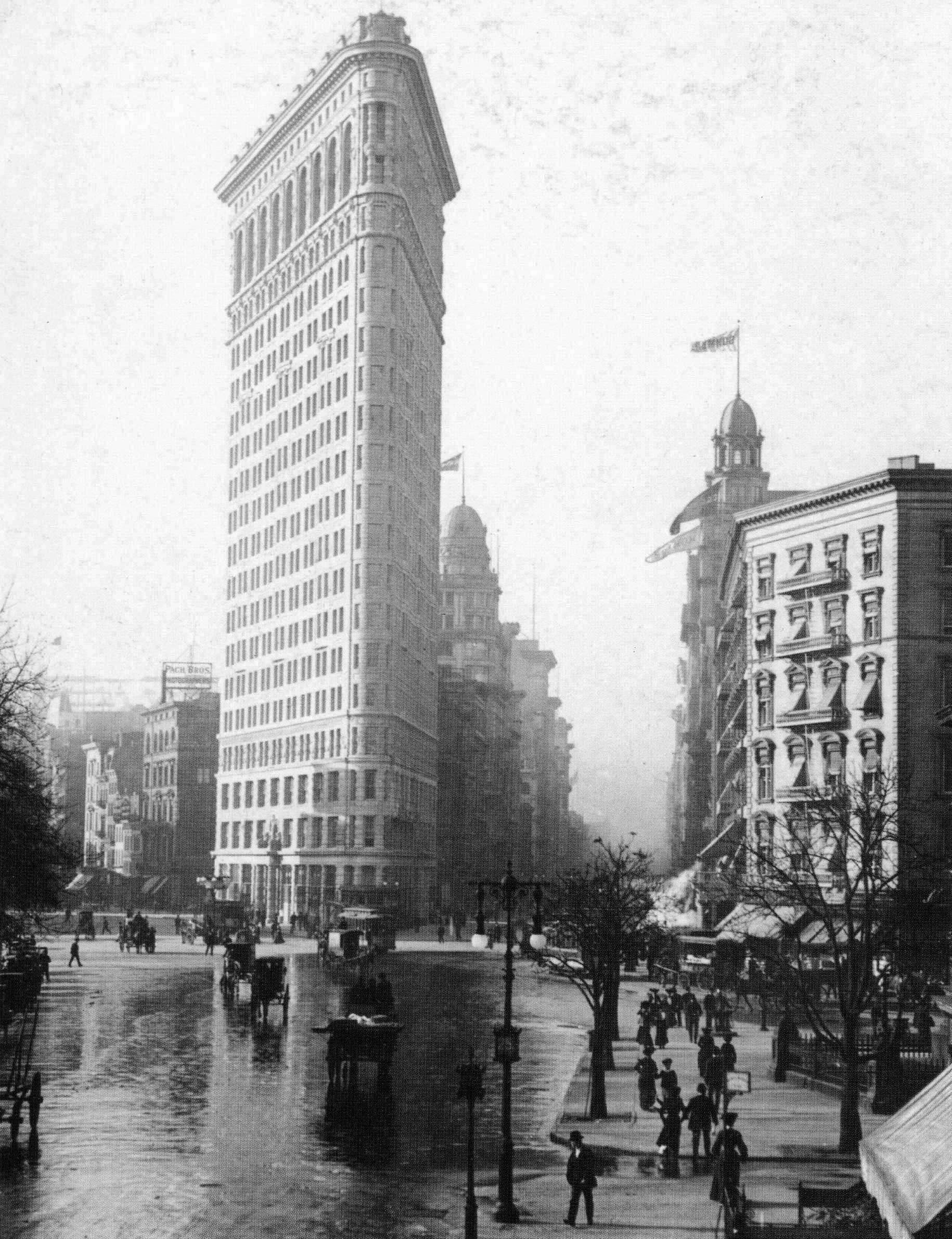
El edificio en torno a 1903.

La construcción del edificio procedió a un ritmo muy rápido. El acero fue pre-cortado tan meticulosamente que la estructura subía al ritmo de una planta por semana. En febrero de 1902 la estructura ya estaba completa, y a mediados de mayo la mitad de la fachada estaba revestida con baldosas de terracota. El edificio se completó en junio de 1902, después de un año de construcción.
El Edificio Flatiron no fue el primer edificio de planta triangular: aparte de un templo romano triangular construido en una parcela similar en la ciudad de Verulamium (Britania), destacan el Maryland Inn (1782) de Annapolis, la Casa Scaccabarozzi (1840) de Turín (Italia), el Granger Block (1869) de Syracuse (Nueva York), la Bridge House (1875) de Leeds (Reino Unido), el I.O.O.F. Centennial Building (1876) de Alpena (Míchigan), el Phelan Building (1881) de San Francisco, el Palacio de la Equitativa (1891) de Madrid, el Gooderham Building (1892) de Toronto, y el English-American Building (1897) de Atlanta. Todos ellos, sin embargo, son más pequeños que su homólogo neoyorquino.
Tras su finalización, se añadieron dos elementos al Edificio Flatiron. El primero de ellos es el espacio comercial «apartavacas» en su parte delantera, añadido para aprovechar al máximo la parcela y generar ingresos adicionales por insistencia de Harry Black, pese a las objeciones de Burnham. El segundo elemento añadido al edificio que no estaba previsto en su proyecto original es el ático, construido después de que se hubiera completado el resto del edificio para que fuera usado como estudios de artistas, y que pronto sería alquilado a artistas como Louis Fancher, muchos de los cuales contribuyeron a las revistas pulp que se producían en las oficinas del edificio.

### Respuesta inicial
El Edificio Flatiron se convirtió en un icono de Nueva York. La respuesta del público fue entusiasta, pero las críticas de la época no fueron totalmente positivas; los elogios que cosechó a menudo eran únicamente por la astucia de su ingeniería. Montgomery Schuyler, editor de Architectural Record, dijo que su «rareza está completamente sin disimular […] si no hubiera sido incluso agravada por el tratamiento de la punta, que parece un agravante caprichoso de la inherente rareza de la situación». Schuyler alabó la fachada del edificio y sus detalles en terracota, pero cuestionó la practicidad de su gran número de ventanas: «[El inquilino] puede, quizás, encontrar espacio en la pared para colocar un escritorio de tapa enrollable sin que se solape con las ventanas, con luz cerca por delante y por detrás y a cada lado, pero supongamos que necesita una librería. Sin duda tiene un lugar muy apropiado para ver procesiones, pero, ¿y para la transacción de los negocios?»

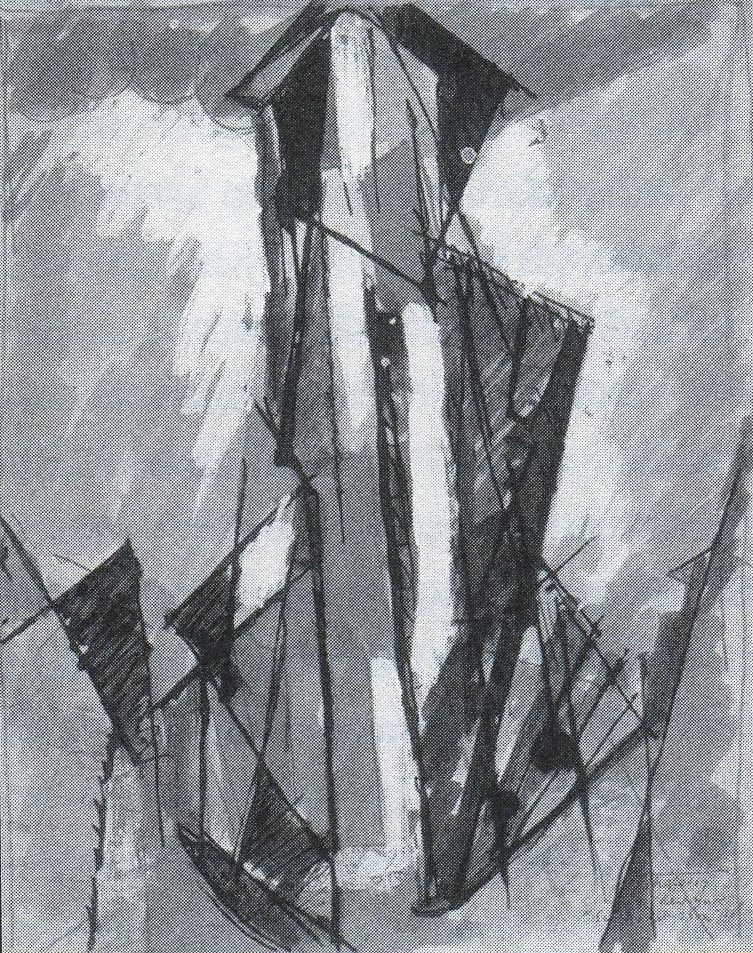
Sur le Flatiron, Albert Gleizes, gouache y tinta (1916).

Cuando se construyó, generó reacciones encontradas. Su crítica más común —que lo describía como la «locura de Burnham» (en inglés: Burnham's Folly)— se centraba en su estructura, sobre la base de que la combinación de su forma triangular y su altura haría que el edificio se derrumbara. Los críticos también afirmaban que el edificio creaba un peligroso túnel de viento en la intersección de las dos calles, que podría llegar a derribarlo. En 1902 se culpó a la forma del edificio de la muerte de un mensajero en bicicleta, que fue lanzado a la calzada por el viento y atropellado por un automóvil. Sin embargo, en realidad el edificio había sido diseñado para soportar cuatro veces las cargas típicas del viento.
El New York Tribune describió el nuevo edificio como «un trozo de pastel tacaño» y como «el mayor alborotador inanimado de Nueva York», mientras que la Sociedad Municipal de Arte consideraba que era «inadecuado para estar en el centro de la ciudad». The New York Times lo llamó una «monstruosidad». Sin embargo, algunos lo veían de una manera diferente. El futurista H. G. Wells escribió en su libro de 1906 The Future in America: A Search After Realities: «Me encontré boquiabierto, admirando un rascacielos, la proa del Edificio Flatiron en concreto, surcando el tráfico de Broadway y la Quinta Avenida a la luz de la tarde».
El Edificio Flatiron atraería la atención de numerosos artistas. Fue objeto de una de las fotografías brumosas de Edward Steichen, tomadas en una húmeda tarde de invierno de 1904, así como de una memorable imagen de Alfred Stieglitz tomada el año antes, a quien Steichen pretendía rendir homenaje. Stieglitz reflexionó sobre el dinámico simbolismo del edificio, observando después de verlo durante una nevada que «parecía moverse hacia mí como la proa de un enorme barco de vapor: una imagen de una nueva América todavía en proceso de fabricación». También afirmó que era para Nueva York lo que el Partenón era para Atenas. Cuando se publicó la fotografía de Stieglitz en Camera Work, su amigo Sadakichi Hartmann, un escritor, pintor y fotógrafo, la acompañó con un ensayo sobre el edificio en el que escribió: «Una curiosa creación, sin duda, pero ¿puede ser considerada bella? La belleza es una idea muy abstracta [...] ¿Por qué no ha de llegar el momento en el que la mayoría, sin dudarlo, pronunciarán el Flatiron como una cosa de belleza?»

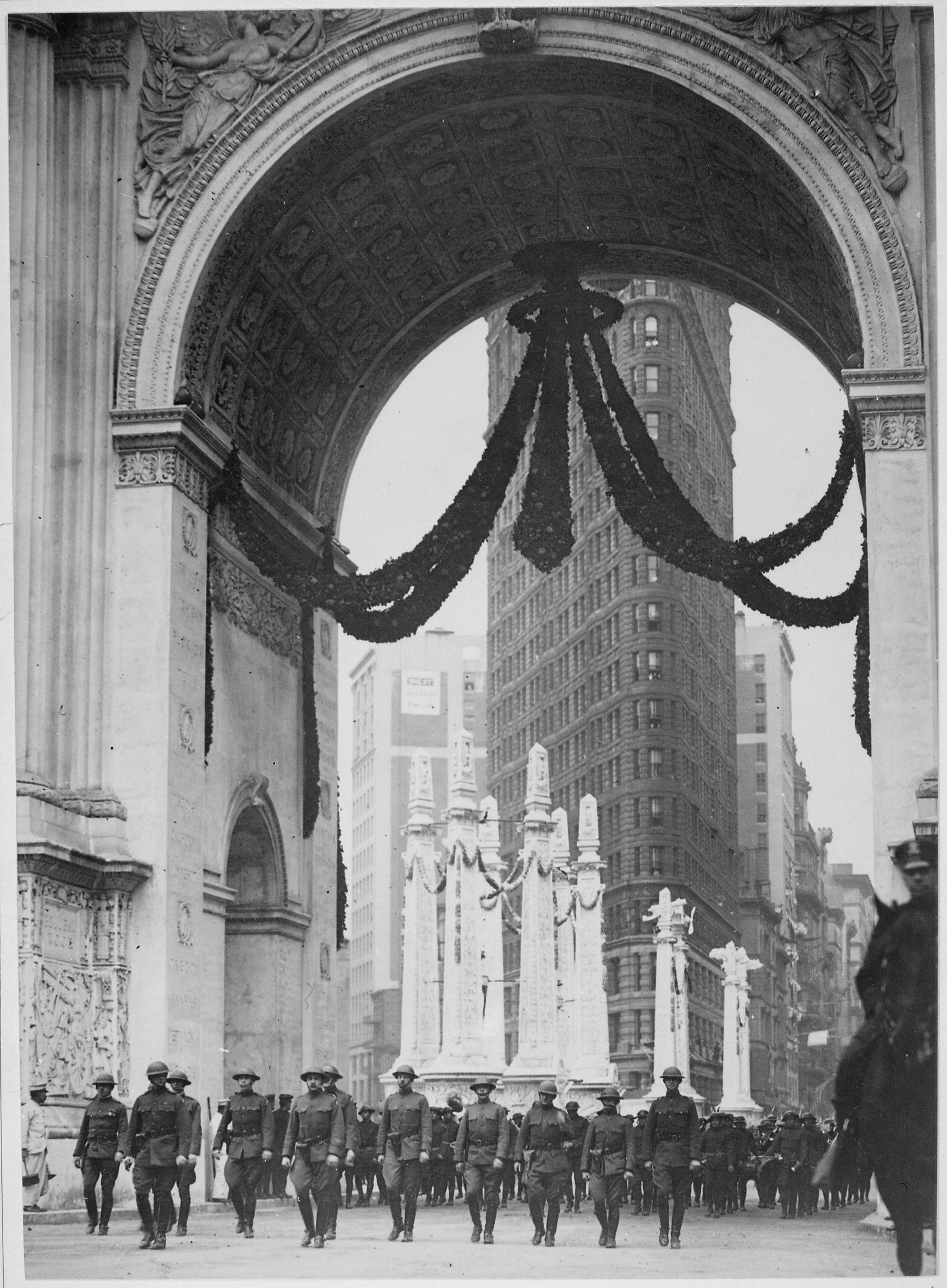
Después del final de la Primera Guerra Mundial, el 165.º Regimiento de Infantería pasa bajo el Arco de la Victoria en Madison Square, con el Edificio Flatiron al fondo (1919).

Además de Stieglitz y Steichen, el Flatiron ha sido representado en obras de fotógrafos como Alvin Langdon Coburn y Jessie Tarbox Beals, pintores de la escuela de Ashcan como John Sloan, Everett Shinn o Ernest Lawson, así como Paul Cornoyer y Childe Hassam, el litógrafo Joseph Pennell, el ilustrador John Edward Jackson y el pintor cubista francés Albert Gleizes. No obstante, incluso décadas después de su construcción, algunos no podían aceptar el edificio. El escultor William Ordway Partridge comentó en 1939 que era «una desgracia para nuestra ciudad, una ofensa para nuestro sentido de lo artístico, y una amenaza para la vida».

### Ocupantes originales
La Fuller Company instaló originalmente su sede en la planta 19.ª del edificio. En 1910, Harry Black trasladó la empresa al Trinity Building de Francis Kimball en el 111 de Broadway, donde tenía sus oficinas su empresa matriz, U. S. Realty. U. S. Realty trasladó sus oficinas de vuelta al Flatiron en 1916, y lo dejó definitivamente en 1929 para trasladarse al Fuller Building, situado en la calle 57.
Entre los otros ocupantes originales del Edificio Flatiron se encontraban editores (como el pionero de la publicación de revistas Frank Munsey, American Architect and Building News y una revista de moda), una empresa de seguros (la Equitable Life Assurance Society), pequeñas empresas (como una empresa de patentes de medicamentos, la Western Specialty Manufacturing Company, y Whitehead & Hoag, pioneros del celuloide), productores musicales (que ya no cabían en la Tin Pan Alley de la calle 28), un arquitecto paisajista, el consulado del Imperio ruso, la Bohemian Guides Society, la Roebling Construction Company, propiedad de los hijos del líder de Tammany Hall Richard Croker, y el «sindicato del crimen», Murder, Inc.
El espacio comercial en el «apartavacas» de la «proa» del edificio fue alquilado por United Cigar Stores, y el gran sótano del edificio, que se extendía más de 6 metros bajo las calles que lo rodean, fue ocupado por el Flatiron Restaurant, que tenía capacidad para mil quinientos clientes y estaba abierto desde el desayuno hasta la cena tardía para aquellos que asistían a una actuación en uno de los numerosos teatros de Broadway entre las calles 14 y 23. En 1911, el edificio introdujo un restaurante-club en el sótano, que fue uno de los primeros de su clase que permitió que actuara una banda negra de jazz, introduciendo así el ragtime a los neoyorquinos acomodados.
Incluso antes de que empezara la construcción del Edificio Flatiron, la zona que rodea Madison Square había empezado a deteriorarse de alguna manera. Después de que U. S. Realty construyera el New York Hippodrome, el Madison Square Garden dejó de ser la sala de eventos principal de la ciudad, y sobrevivió en gran medida acogiendo combates de boxeo. La base del Flatiron se convertiría en un lugar de cancaneo para hombres homosexuales, incluidos algunos prostitutos. No obstante, en 1911 el Flatiron Restaurant fue comprado por Louis Bustanoby, del conocido Café des Beaux-Arts, y lo transformó en un elegante restaurante francés con cuatrocientos asientos, llamado Taverne Louis. Como innovación para atraer a los clientes de otro restaurante fundado por sus hermanos, Bustanoby contrató a un grupo musical negro, Louis Mitchell y su banda, el Southern Symphony Quintet, para que tocaran canciones bailables en la Taverne y en el Café. Irving Berlin escuchó al grupo en la Taverne y les sugirió que intentaran conseguir trabajo en Londres, cosa que hicieron. Otro hecho que demostraba la apertura de la Taverne era que daba la bienvenida a la clientela homosexual, algo inusual para un restaurante de su clase en esa época. Sin embargo, la Taverne tuvo que cerrar debido a los efectos de la ley seca en el sector de los restaurantes.

### Ventas y nuevos ocupantes
En octubre de 1925, Harry S. Black, que necesitaba efectivo para la U. S. Realty Company, vendió el Edificio Flatiron a una asociación fundada por Lewis Rosenbaum, que era propietario de numerosos otros edificios importantes por todo el país. El precio fue de 2 millones de dólares, lo mismo que le costó a Black comprar la parcela y construir el Flatiron. La asociación impagó su hipoteca en 1933 y el edificio fue a parar a manos del prestamista, la Equitable Life Assurance Company, después de que no consiguiera venderlo en subasta. Para atraer inquilinos, Equitable hizo algunas modernizaciones en el edificio, incluida la sustitución de los ascensores originales tipo jaula de hierro fundido, con cabinas revestidas en caucho, que fueron fabricados por Hecla Iron Works, pero el sistema de propulsión hidráulica no fue sustituido. A mediados de la década de 1940, el edificio estaba completamente alquilado.
Cuando los Estados Unidos entraron en la Primera Guerra Mundial, el Gobierno federal lanzó la campaña Wake Up America! («¡Despierta, Estados Unidos!»), y el estanco de United Cigar en el «apartavacas» del edificio donó su espacio a la Armada de los Estados Unidos para que lo usara como centro de reclutamiento. En su exterior también se vendieron Liberty Bonds en puestos en la acera. A mediados de la década de 1940, el estanco había sido sustituido por una farmacia de Walgreens. Durante la década de 1940, el edificio estaba dominado por empresas de ropa y juguetes.

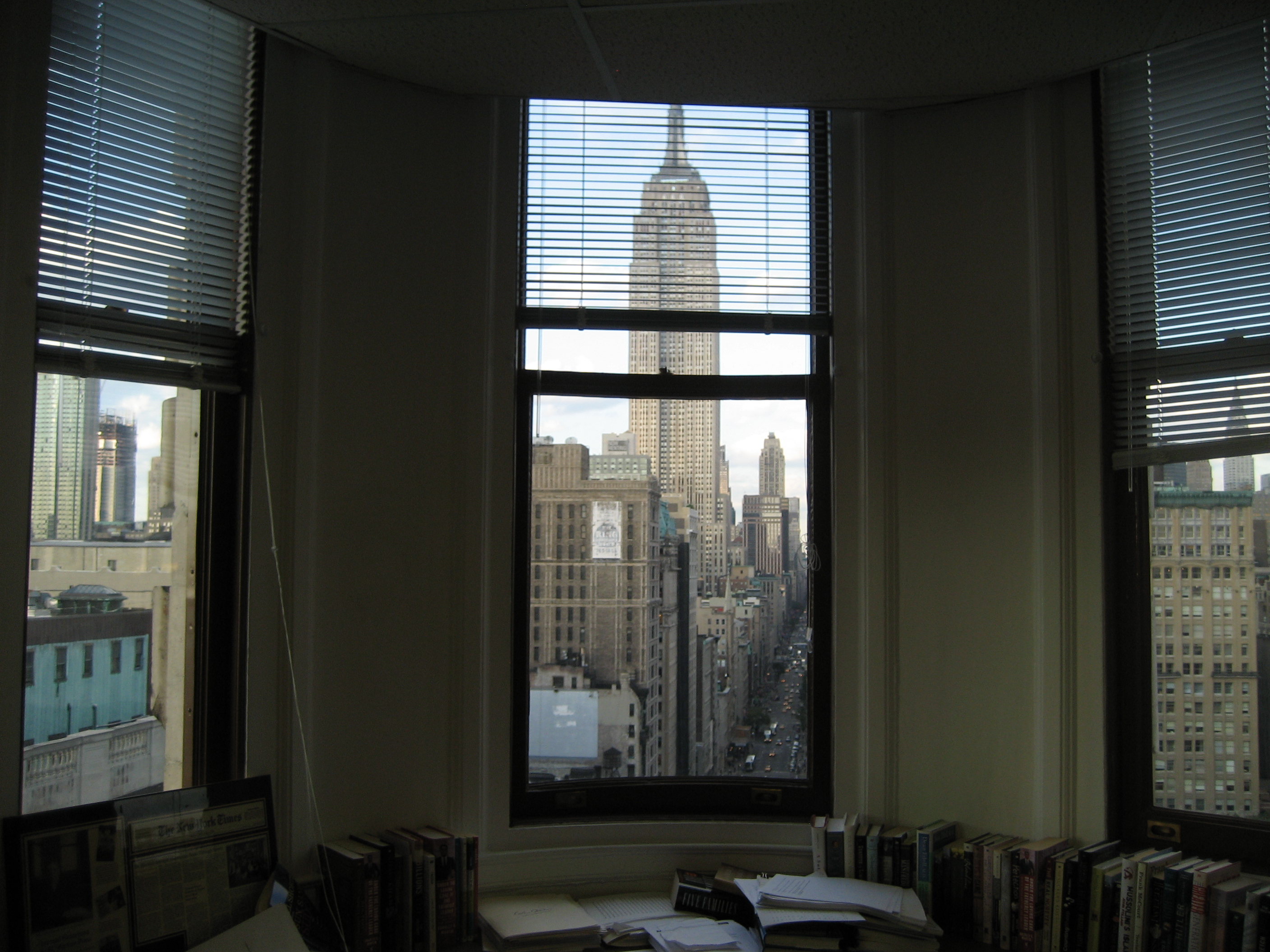
Vista desde el interior de un despacho en la «punta» del edificio.

En 1946 Equitable vendió el edificio a los Flatiron Associates, un grupo de inversores dirigido por Harry Helmsley, cuya empresa, Dwight-Helmsley (que posteriormente pasaría a llamarse Helmsley-Spear) gestionaba la propiedad. Los nuevos propietarios hicieron algunos cambios superficiales, como añadir un falso techo al vestíbulo y sustituir las puertas originales con paneles de caoba por puertas giratorias.
En 1959, St. Martin's Press se trasladó al edificio y gradualmente su empresa matriz, Macmillan, alquiló otras oficinas a medida que quedaban disponibles, hasta que en 2004 las veintiuna plantas de oficinas del Edificio Flatiron estaban alquiladas por Macmillan. Durante este tiempo, Macmillan renovó algunas plantas del edificio. Macmillan, que es propiedad del Grupo Editorial Holtzbrinck de Stuttgart (Alemania), escribió sobre el edificio: «El interior del Flatiron es conocido por sus despachos con forma extraña, con paredes que se cortan formando un ángulo en la famosa "punta" del rascacielos. Estos despachos en la "punta" son los más codiciados y tienen unas increíbles vistas hacia el norte, que miran directamente hacia otro famoso icono de Manhattan, el Empire State Building.»
Debido a que la estructura de propiedad de Helmsley/Flatiron Associates era una copropiedad, en la que todos los socios tenían que estar de acuerdo sobre cualquier acción, en oposición a una sociedad de negocios, era difícil conseguir permiso para que se hicieran las reparaciones y mejoras necesarias, y el edificio declinó durante esta época. La fachada del Edificio Flatiron fue restaurada en 1991 por el estudio Hurley & Farinella. Helmsley-Spear dejó de gestionar el edificio en 1997, cuando algunos inversores vendieron el 52 % del edificio a Newmark Knight-Frank, una gran empresa inmobiliaria, que también se hizo cargo de su gestión. Poco después, la viuda de Helmsley, Leona Helmsley, también vendió su participación. Newmark hizo importantes mejoras en el inmueble, incluida la instalación de nuevos ascensores eléctricos, que sustituyeron a los anticuados ascensores hidráulicos, que eran los últimos de Nueva York.

### Siglo XXI

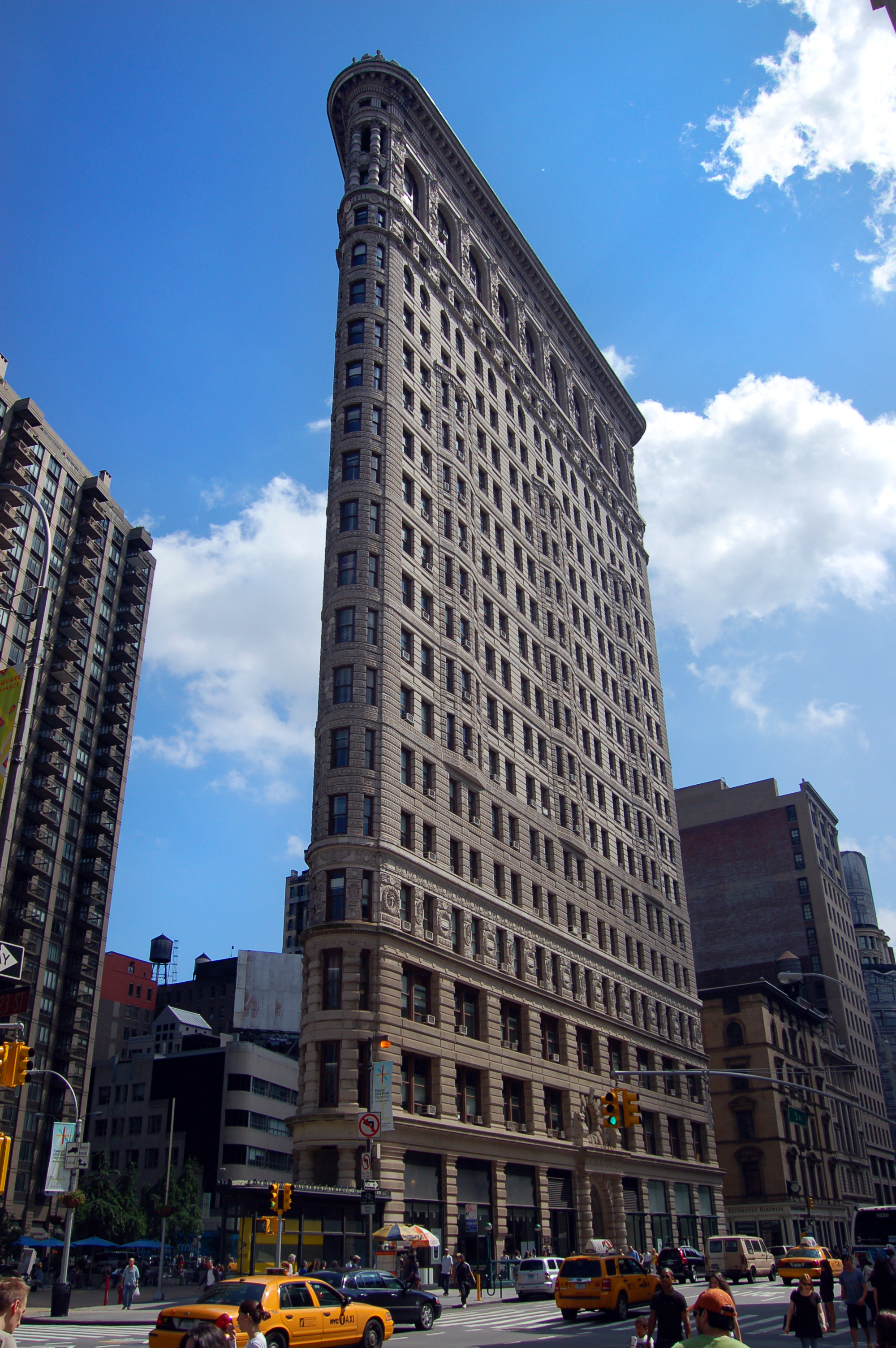
Vista lateral.

Durante una restauración del Edificio Flatiron en 2005, la fachada del edificio fue cubierta con una pancarta publicitaria vertical de quince plantas de altura, que suscitó protestas de muchos neoyorquinos, lo que hizo que interviniera el Departamento de Edificios de la Ciudad de Nueva York y obligara a los propietarios del edificio a retirarla.
En enero de 2009, la empresa de inversión inmobiliaria italiana Sorgente Group, con sede en Roma, compró una participación mayoritaria en el Edificio Flatiron y planeó transformarlo en un hotel de lujo. El Historic and Trophy Buildings Fund de la empresa posee varios edificios prestigiosos en Francia e Italia, y había estado implicada en la compra y reventa una participación en el Edificio Chrysler. El valor del Edificio Flatiron, que ya había sido recalificado por el ayuntamiento para permitir que se transformara en un hotel, se estimó en 190 millones de dólares.
En julio de 2017, Macmillan anunció que iba a consolidar sus oficinas en Nueva York en el Equitable Building en el 120 de Broadway. En junio de 2019, Macmillan ya había dejado el edificio, y sus veintiuna plantas de oficinas estaban vacías. Tras la marcha de Macmillan, los propietarios del Edificio Flatiron, la empresa familiar GFP Real Estate, planeó aprovechar la ausencia de inquilinos para mejorar el interior del edificio. GFP planeó instalar un sistema central de aire acondicionado y calefacción, eliminar todas las particiones interiores —dejando plantas abiertas triangulares—, construir una segunda escalera, instalar un nuevo sistema de rociadores automáticos, actualizar los ascensores y renovar el vestíbulo. El coste sería de entre 60 y 80 millones de dólares y se estimaba que las obras durarían un año. Los propietarios estaban interesados en alquilar todo el edificio a un único inquilino, y contrataron a una agencia inmobiliaria de perfil alto para encontrar a un inquilino adecuado. El director ejecutivo de la empresa propietaria declaró: «El edificio nació como una propiedad comercial, y queremos mantenerlo como tal». A fecha de noviembre de 2020, el edificio seguía vacío, y se espera que la renovación no se complete al menos hasta 2022.

## Arquitectura

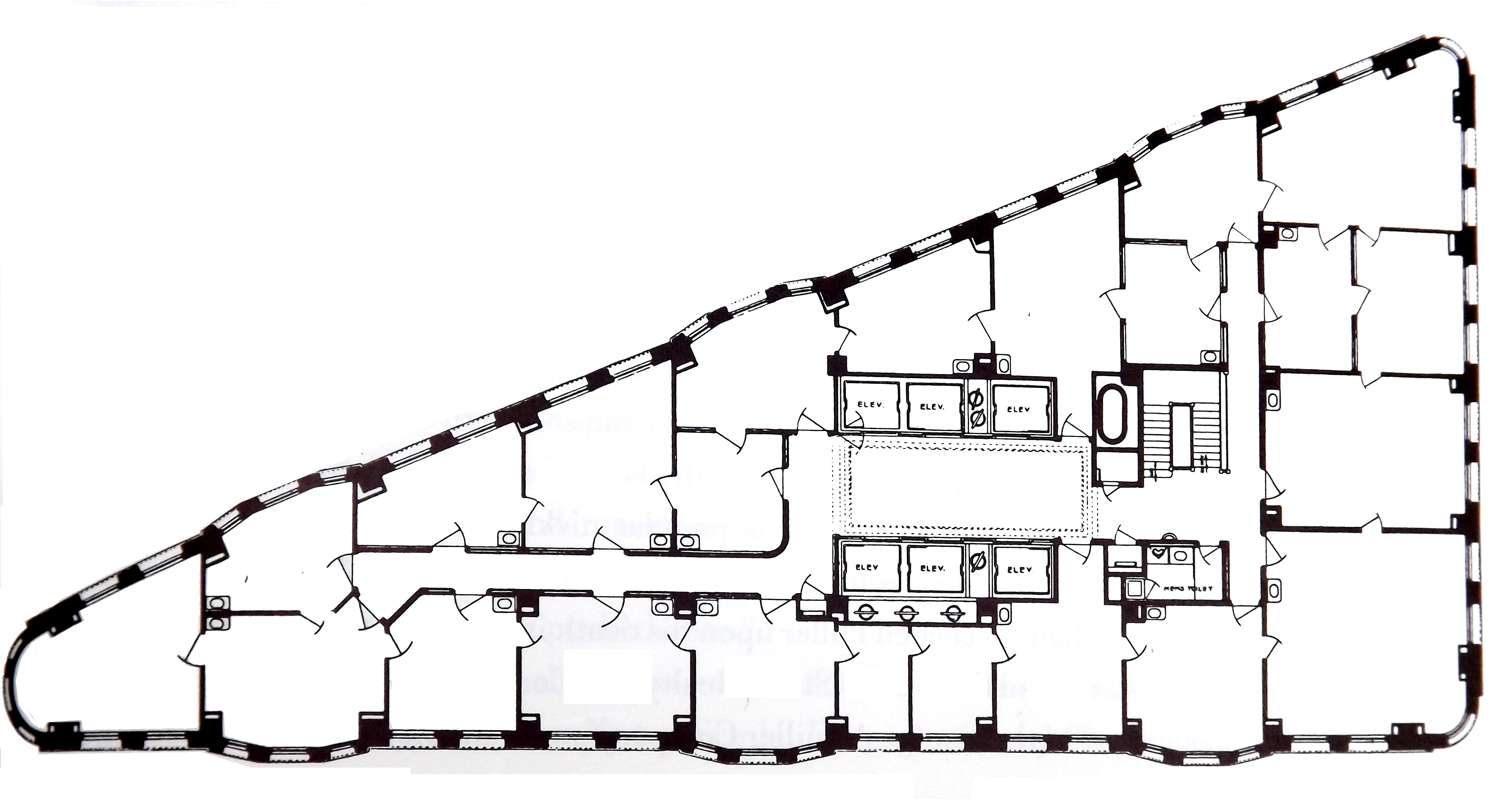
Una planta típica del Edificio Flatiron en 1903.

El Edificio Flatiron fue diseñado por el arquitecto de Chicago Daniel Burnham como un palazzo neorrenacentista vertical con algunos elementos de estilo Beaux Arts. A diferencia de la mayoría de los primeros rascacielos de Nueva York, que tenían forma de torre que se eleva desde una base más ancha, como el coetáneo Singer Building (1902–1908), el Edificio Flatiron personifica la concepción propia de la escuela de Chicago. Al igual que una columna griega clásica, su fachada —de caliza en la parte baja, que cambia a terracota vidriada a medida que se eleva— está dividida en base, fuste y capitel. Algunas fuentes lo describen erróneamente como uno de los primeros rascacielos del mundo o uno de los primeros edificios con estructura de acero.

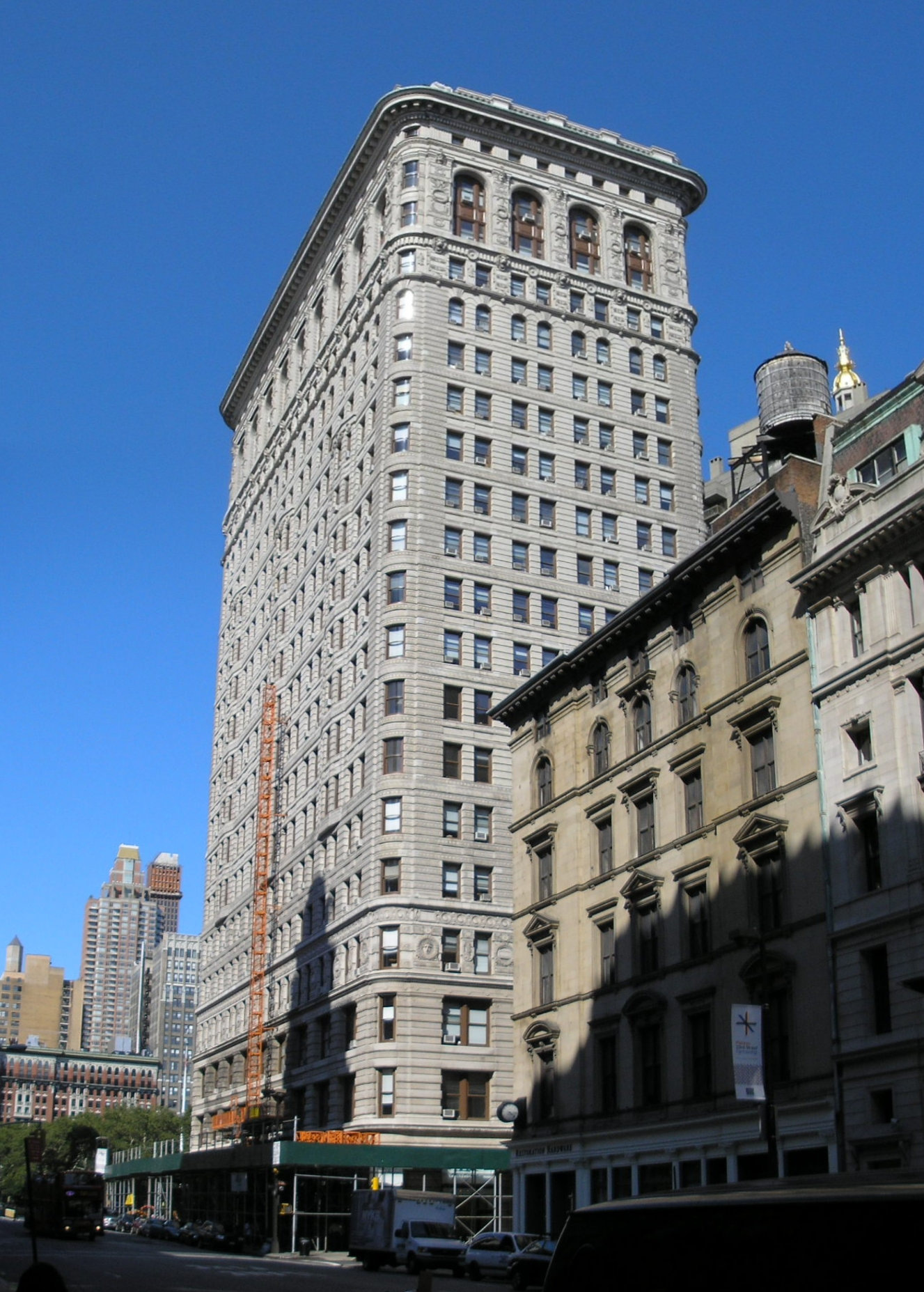
Vista posterior.

Los primeros bocetos de Daniel Burnham muestran un reloj no construido y un remate mucho más elaborado que en el edificio real. Aunque Burnham mantuvo un control global del proceso de diseño, no estuvo conectado directamente con los detalles de la estructura tal y como se construyó. Esa tarea fue realizada por Frederick P. Dinkelberg, un arquitecto del estudio de Burnham nacido en Pensilvania, que trabajó por primera vez para él en el diseño de la Exposición Mundial Colombina de 1893 en Chicago, en la cual Burnham fue el jefe de obra y diseñador principal. Los planos de trabajo del Edificio Flatiron, sin embargo, no se han localizado, aunque se publicaron renders durante su construcción en The American Architect y Architectural Record.

### Estructura de acero
La construcción del Flatiron fue hecha posible por un cambio en los códigos de edificación de Nueva York realizado en 1892, que eliminó la exigencia de usar mampostería por motivos de protección contra incendios. Esto abrió el camino para la construcción de edificios con estructura de acero. Este tipo de estructura —el acero procedía de la American Bridge Company de Pensilvania— permitió que se pudiera construir con veintidós plantas y 87 metros de manera relativamente fácil, cosa que habría sido difícil usando otros métodos constructivos disponibles en esa época. Además, era una técnica familiar para la Fuller Company, una constructora con mucha experiencia en la construcción de edificios altos. En su vértice norte, la torre tiene solo 2 metros de anchura; vista desde arriba, describe un ángulo agudo de unos 25°.
Purdy and Henderson fueron los ingenieros estructurales, que fortalecieron la estructura para que resistiera la carga del viento, ya que el edificio es bastante estrecho y por tanto tiene menor volumen para resistir. Lo diseñaron de manera que, en teoría, el edificio giraría de forma compacta antes de que se pudiera producir cualquier fallo en su estructura. Por primera vez, la construcción de la estructura de acero de un rascacielos pudo ser presenciada al completo por el público, un evento que recibió una gran respuesta popular y fue inmortalizado por los fotógrafos Edward Steichen y Alfred Stieglitz.

### Elementos del diseño

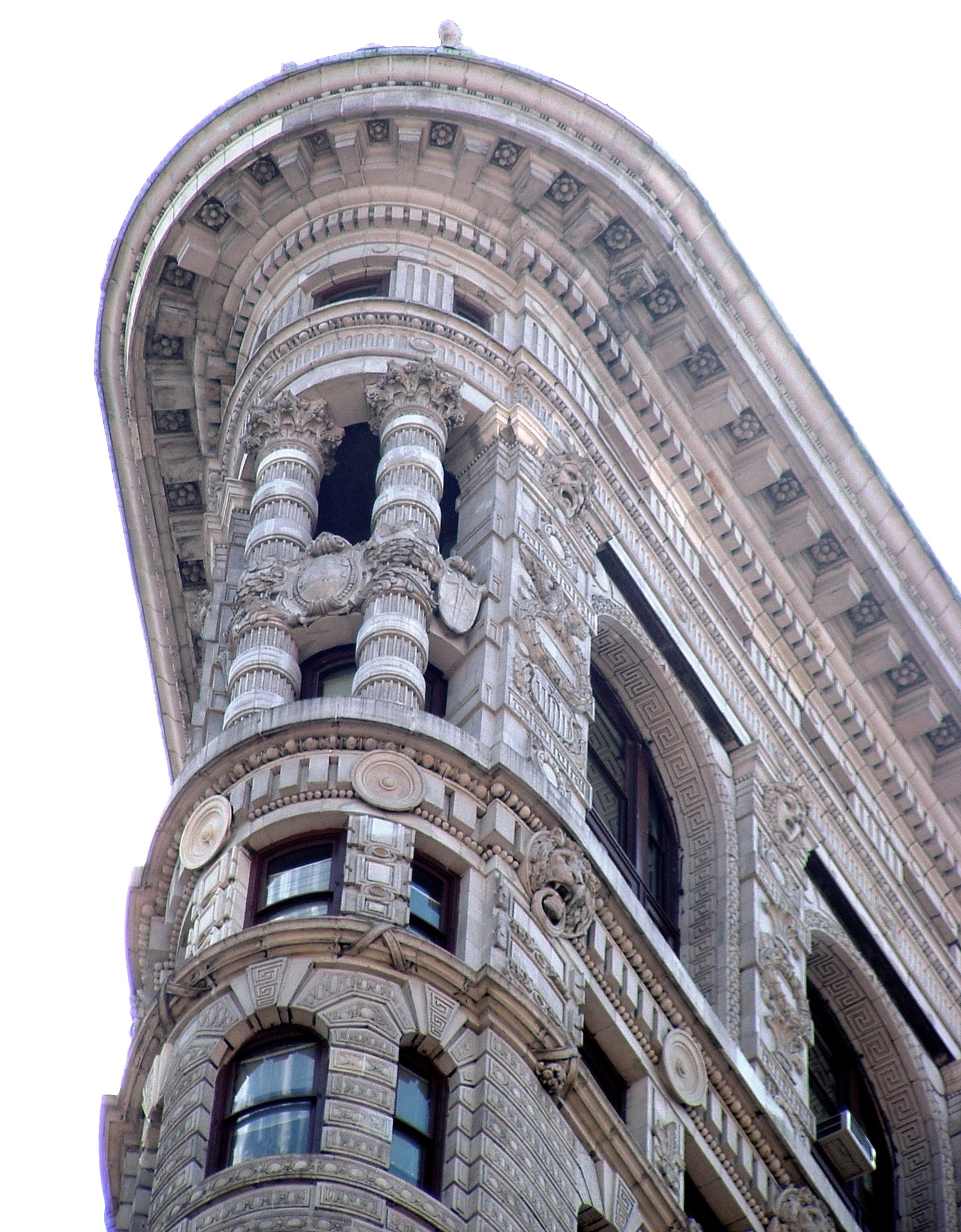
Detalle de la cima.

El espacio comercial «apartavacas» en la parte delantera del edificio no formaba parte del diseño original de Burnham y Dinkelberg, sino que fue añadido por insistencia de Harry Black para aprovechar al máximo la parcela y generar ingresos comerciales adicionales que ayudaran a sufragar el coste de la construcción. Black presionó intensamente a Burnham para que elaborara planos de este anexo, pero Burnham se resistió debido al efecto estético que tendría en el diseño de la «proa» del edificio, ya que interrumpiría las columnas clásicas de dos plantas de altura, que se repetían en la cima del edificio para soportar la cornisa. Ante la insistencia de Black, Burnham se vio obligado a aceptarlo, pese a que rompía la simetría de su diseño.
El edificio fue considerado «extravagante» en general, con ventanas no selladas completamente contra las corrientes de aire con marcos de madera y revestidas de cobre, sin aire acondiconado central, un sistema de calefacción que utilizaba radiadores de hierro fundido, un anticuado sistema de rociadores automáticos y una única escalera de evacuación. Su planta triangular dio lugar a una «madriguera de conejos» de habitaciones con formas extrañas. Otra rareza del interior del edificio es que los baños para hombres y mujeres están situados en plantas alternativas, con los baños para hombres en las plantas pares y los baños para mujeres en las plantas impares. Además, para alcanzar la planta más alta —la 21.ª, que fue añadida en 1905, tres años después de que se completara el edificio— se tenía que tomar un segundo ascensor desde la planta 20.ª. Por último, en la planta 21.ª la parte inferior de las ventanas está a la altura del pecho.

## Influencia

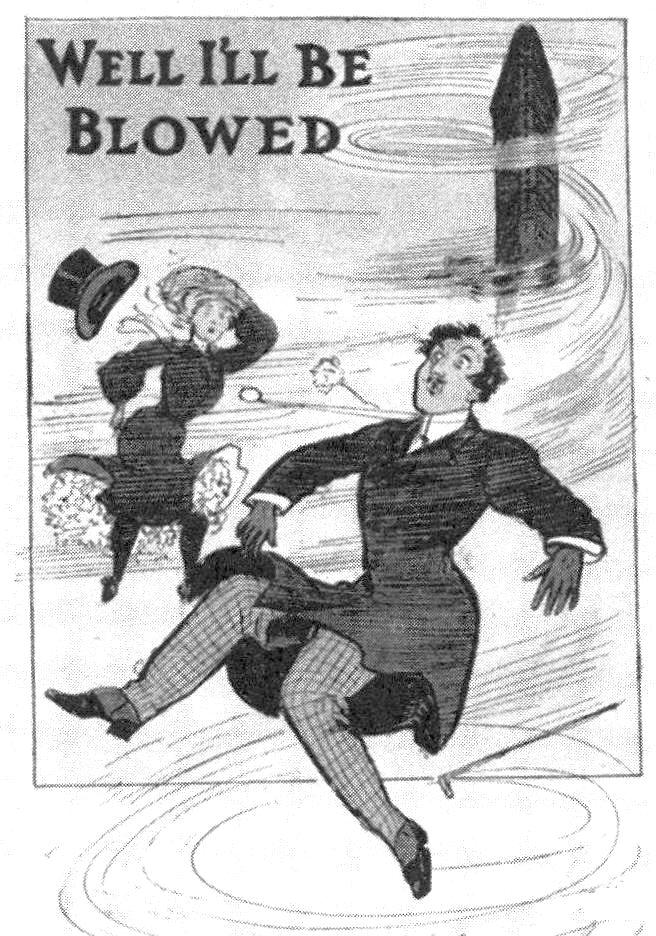
Una postal de 1905 con el Edificio Flatiron al fondo.

Al ser un icono de Nueva York, el exterior del Edificio Flatiron es un lugar muy popular para fotografías turísticas, lo que lo hace «posiblemente uno de los edificios más fotografiados del mundo».

### «23 skidoo»
La construcción del edificio generó un interés inmediato entre los neoyorquinos, que hacían apuestas sobre hasta dónde llegarían los escombros cuando el viento lo derribara. Esta supuesta susceptibilidad al viento también le confirió el apodo de «locura de Burnham» (en inglés: Burnham's Folly). Sin embargo, gracias a los refuerzos de acero diseñados por el ingeniero Corydon Purdy, que permitieron que el edificio resistiera cuatro veces la fuerza del viento máxima esperable, no había ninguna posibilidad real de que el viento lo derribara. En cualquier caso, el viento fue uno de los factores determinantes de la atención pública que recibió el edificio.
Debido a la forma de la parcela, con Broadway en un lado, la Quinta Avenida en el otro y el espacio abierto de Madison Square y su parque delante de él, las corrientes de viento en los alrededores del edificio podían ser traicioneras. El viento procedente del norte se dividía en torno al edificio, y las corrientes descendentes y ascendentes se combinaban para hacer que el viento fuera impredecible. Se dice que esto dio lugar a la expresión inglesa «23 skidoo» —que significa «marcharse, particularmente rápidamente o en un momento ventajoso» o «ser obligado a marcharse rápidamente»—, que era lo que gritaban los policías a los hombres que intentaban ver cómo las corrientes de viento que se arremolinaban alrededor del edificio levantaban los vestidos de las mujeres.

### En la cultura popular

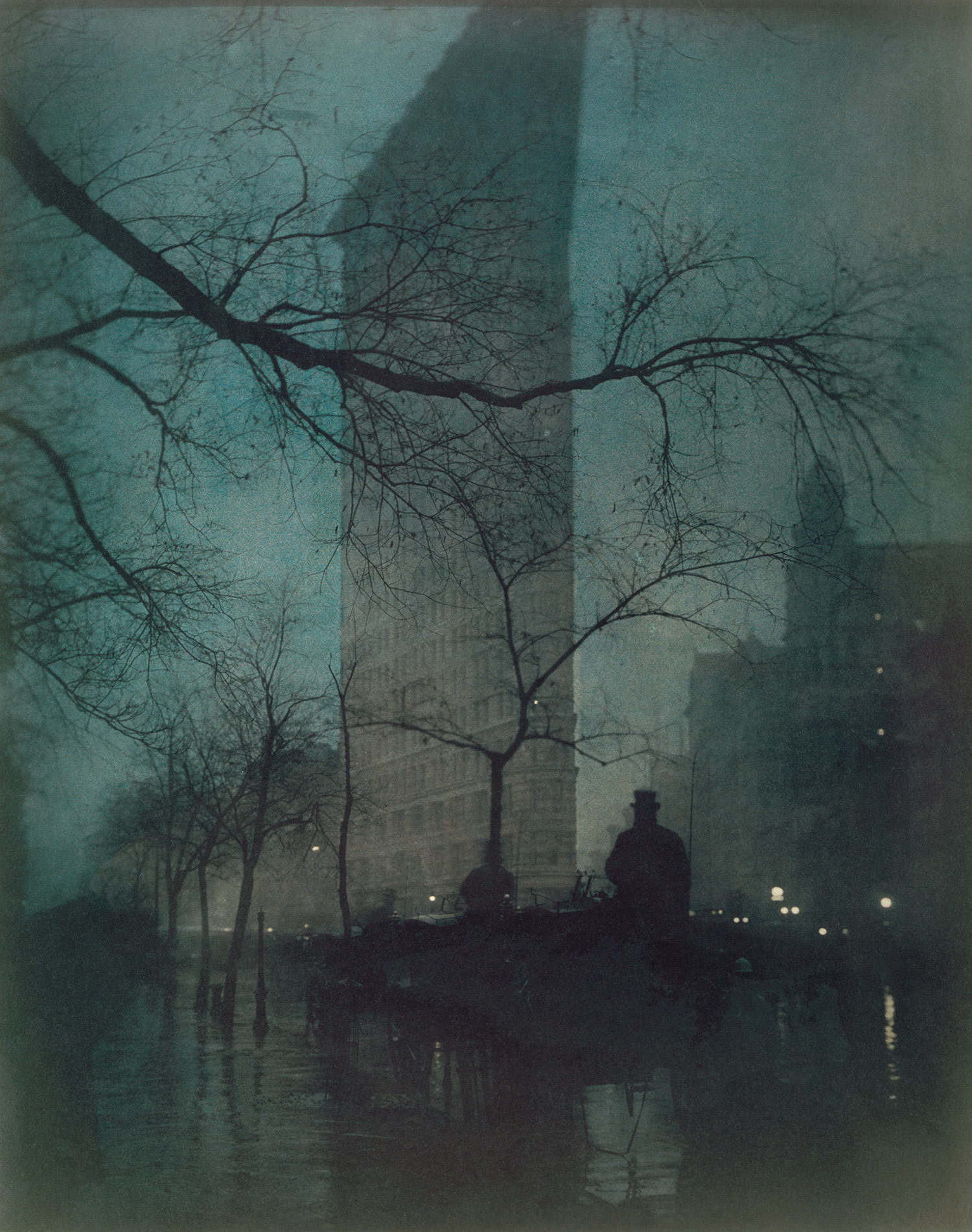
Fotografía de Edward Steichen (1904).

En la película cómica de 1958 Bell, Book and Candle, James Stewart y Kim Novak aparecen en la cima del Edificio Flatiron en una escena romántica. En la película de 1980 de Warren Beatty Reds, la base del edificio se usó para grabar una escena con Diane Keaton.
En la actualidad, el Edificio Flatiron se usa con frecuencia en anuncios de televisión y documentales como símbolo fácilmente reconocible de la ciudad. Aparece, por ejemplo, en la secuencia de apertura del Late Show with David Letterman o en las imágenes de Nueva York que se usan durante los cambios de escena en las sitcoms de televisión Friends, Spin City y Veronica's Closet. En 1987, el edificio fue usado como escenario de un asesinato para la serie de televisión Murder, She Wrote, en el episodio No Accounting for Murder. En la película de 1998 Godzilla, el Edificio Flatiron es destruido accidentalmente por el Ejército de los Estados Unidos mientras persiguen a Godzilla. En la trilogía de Spider-Man y en la serie de animación The Spectacular Spider-Man, es la sede del Daily Bugle, el periódico para el que Peter Parker trabaja como fotógrafo. En la serie de televisión Las Tortugas Ninja, alberga la sede de Channel 6 News, donde trabaja April O'Neil. El Edificio Flatiron también es la sede de la empresa ficticia Control de Daños en los cómics de Universo Marvel, y del equipo de control de superhéroes de la CIA The Boys en la serie de cómics homónima.
En 2013, el Museo Whitney de Arte Estadounidense instaló una réplica a tamaño real en tres dimensiones del cuadro de Edward Hopper Nighthawks (1942) en el Flatiron Art Space situado en el «apartavacas» de la «proa» del Edificio Flatiron. Aunque Hopper dijo que su obra estaba inspirada en un diner situado en el Greenwich Village, el «apartavacas» es similar a la fachada del bar del cuadro, y por este motivo fue elegido para recrearlo.
En 2014, la serie Lego Architecture empezó a fabricar una maqueta del Edificio Flatiron, que incorporó a su serie estrella. El posterior conjunto de Nueva York, introducido en 2015, también incluía el edificio.